# Чернецька Марія Михайлівна
Марія Михайлівна Чернецька (30 вересня 1928 — 12 червня 1997) — радянська діячка сільського господарства. Ланкова бурякорадгоспу «Федорівський» у Великобурлуцькому районі Харківської області. Героїня Соціалістичної Праці.

## Життєпис
Марія Чернецька народилася 30 вересня 1928 року у селі Хатнє Вільхуватського району Харківської округи у селянській українській родині. У 1944 році, шістнадцятирічною дівчиною, почала працювати у бурякорадгоспі «Федорівський», головна садиба якого знаходилася у селищі Федорівка. У 1947 році була призначена ланковою, того ж року бурякорадгосп зібрав велику кількість зернових культур. Ланка Чернецької зібрала 35.8 центнерів озимої пшениці з гектара на загальній площі у 10 гектарів.
За «отримання високих урожаїв пшениці, жита та цукрового буряка при виконанні радгоспами плану здачі державі сільськогосподарських продуктів у 1947 році та забезпечення насінням зернових культур для весняної сівби 1948 року», Президія Верховної ради СРСР указом від 30 квітня 1948 року надала Марії Чернецькій звання Героя Соціалістичної Праці з врученням ордена Леніна та медалі «Серп і Молот». Окрім неї, звання героя отримали ще дев'ять робітників бурякорадгоспу, ланкові: Марія Лоткова, Олександра Січкарьова, Катерина Шибанова та Євдокія Шевченко, а також директор Федір Фельберт, бригадир польової бригади Прокопій Коленько та старший механік Трохим Скринник. 
За «отримання високих урожаїв пшениці, жита та цукрового буряка при виконанні радгоспами плану здачі державі сільськогосподарських продуктів у 1948 році та забезпечення насінням зернових культур для весняної сівби 1949 року», Президія Верховної ради СРСР указом від 20 серпня 1949 року нагородила Марію Чернецьку медаллю «За трудову доблесть». 
Під кінець життя, мешкала у селищі міського типу Приколотне, померла 12 червня 1997.

## Нагороди
- Герой Соціалістичної Праці (30.04.1948)
- орден Леніна (30.04.1948)
- медаль «Серп і Молот» (30.04.1948)
- медаль «За трудову доблесть» (20.08.1949)
- медалі

### Коментар
1. ↑  За іншими джерелами Лобанова Марія Федотівна.